# Kazuo Chiba
Kazuo Chiba (Tòquio, 5 de febrer de 1940-5 de juny de 2015) és un professor d'Aikido 8è dan Aikikai. Va fundar l'Aikikai de San Diego on es va instal·lar el 1981, i és també responsable del Birankai, organització dedicada a la difusió de l'Aikido.